# فهرست کبوتردریاییان
کبوتردریاییان (نام علمی: Procellariidae) خانواده‌ای از پرندگان دریایی است که بخشی از راسته کبوتردریایی‌سانان، شامل ۸۰ گونه از جمله آلباتروس و مرغان طوفان شیرجه‌زن، را در بر می‌گیرد.

## آرایه‌شناسی سنتی
This traditional taxonomy is based upon Carboneras (1992) in the Handbook of the Birds of the World.
مرغ باران بدبو
- مرغ باران بزرگ
- مرغ‌های باران بدبو
- مرغ باران جنوبگان
- مرغ باران دماغه
- مرغ باران برفی

مرغ باران خرمگسیs
- مرغ باران خرمگسی
- بولوریا

Prions
- مرغ باران آبی
- پرکلفت

مرغ‌های باران
- مرغ‌های باران نمادین
- کبوتردریایی‌های بزرگ
- کبوتردریایی‌های آب‌شکاف

## آرایه‌شناسی اصلاح‌شده
مرغ باران بدبو
- مرغ باران بزرگ
  - Macronectes halli, مرغ باران بزرگ شمالی
  - Macronectes giganteus, مرغ باران بزرگ جنوبی
- مرغ‌های باران بدبو
  - Fulmarus glacialis, مرغ باران بدبوی شمالی
  - Filmarus glacialoides, مرغ باران بدبوی جنوبی
- مرغ باران جنوبگان
  - Thalassoica antarctica, مرغ باران جنوبگان
- مرغ باران دماغه
  - Daption capense, مرغ باران دماغه
- مرغ باران برفی
  - Pagodroma nivea, مرغ باران برفی

Prions
- مرغ باران آبی
  - Halobaena caerula, مرغ باران آبی
- پرکلفت
  - Pachyptila turtur, پرکلفت پری

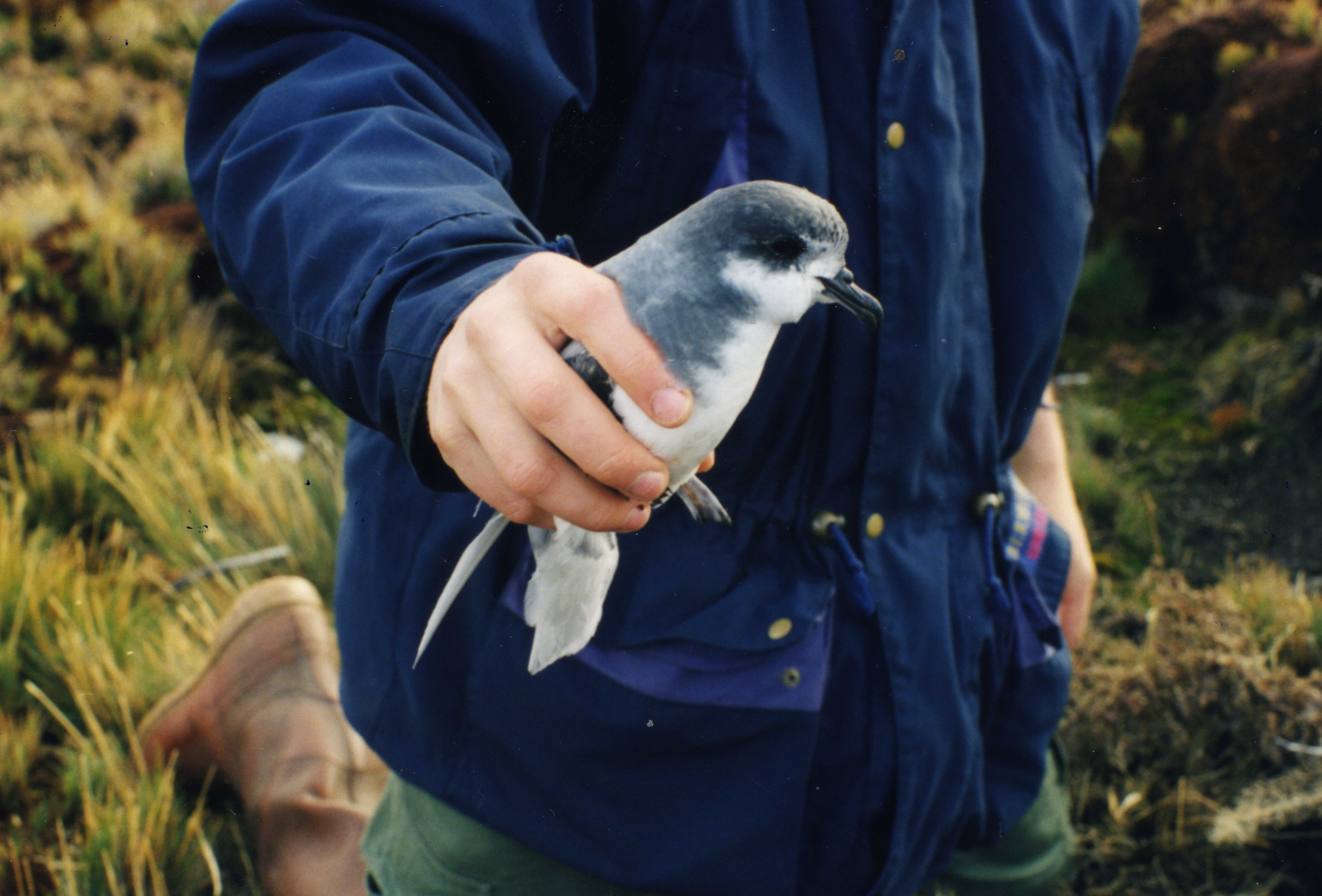
The مرغ باران آبی is related to the prions

  - Pachyptila belcheri, پرکلفت نوک‌باریک
  - Pachyptila crassirostris, پرکلفت بدبو
  - Pachyptila vittata, پرکلفت نوک‌پهن
  - Pachyptila desolata, پرکلفت کبوتری
  - Pachyptila salvin, پرکلفت نوک‌متوسط

مرغ باران
- مرغ‌های باران نمادین
  - Procellaria aequinoctialis, مرغ باران چانه‌سفید
  - Procellaria conspicillata, مرغ باران عینکی
  - Procellaria westlandica, مرغ باران وستلند
  - Procellaria parkinsoni, مرغ باران سیاه
  - Procellaria cinerea, مرغ باران خاکستری
- بولوریا
  - Bulweria bulwerii, مرغ باران بولور
  - Bulweria fallax, مرغ باران جوآنین
  - †Bulweria bifax, مرغ باران اولسون (انقراض)

کبوتر دریاییs
- کبوتردریایی‌های بزرگ
  - Calonectris borealis, کبوتر دریایی کوری
  - Calonectris diomedea, کبوتر دریایی مدیترانه
  - Calonectris edwardsii, کبوتر دریایی کیپ ورد
  - Calonectris leucomelas, کبوتر دریایی نواری
- کبوتر دریایی
- (Sub)Genus Puffinus ("Puffinus" group) - smaller species, closely related to کبوتردریایی‌های بزرگ
  - Puffinus nativatis, کبوتر دریایی کریسمس
  - Puffinus subalaris, کبوتر دریایی گالاپاگوس
  - Puffinus gavia, کبوتر دریایی بال‌زن
  - Puffinus huttoni, کبوتر دریایی هوتون
  - Puffinus yelkouan, کبوتر دریایی شام
  - Puffinus mauretanicus, کبوتر دریایی بالئاری
  - Puffinus assimilis, کبوتر دریایی کوچک
  - Puffinus heinrothi, کبوتر دریایی هاینروث
  - Puffinus lherminieri, کبوتردریایی آدوبون
    - Puffinus (lherminieri) baroli, کبوتر دریایی بارولو
    - Puffinus (lherminieri) bailloni, کبوتردریایی آدوبون or Baillon's Shearwater
    - Puffinus (lherminieri) bannermani, کبوتردریایی آدوبون

  - Puffinus (lherminieri) persicus, کبوتردریایی ایرانی
  - Puffinus Puffinus, کبوتر دریایی مانکس
  - Puffinus opisthomelas, کبوتر دریایی دمگاه‌سیاه
  - Puffinus auricularis, کبوتر دریایی تاونسند
  - Puffinus newelli, کبوتر دریایی هاوایی
  - †Puffinus parvus, کبوتر دریایی بوید (انقراض)

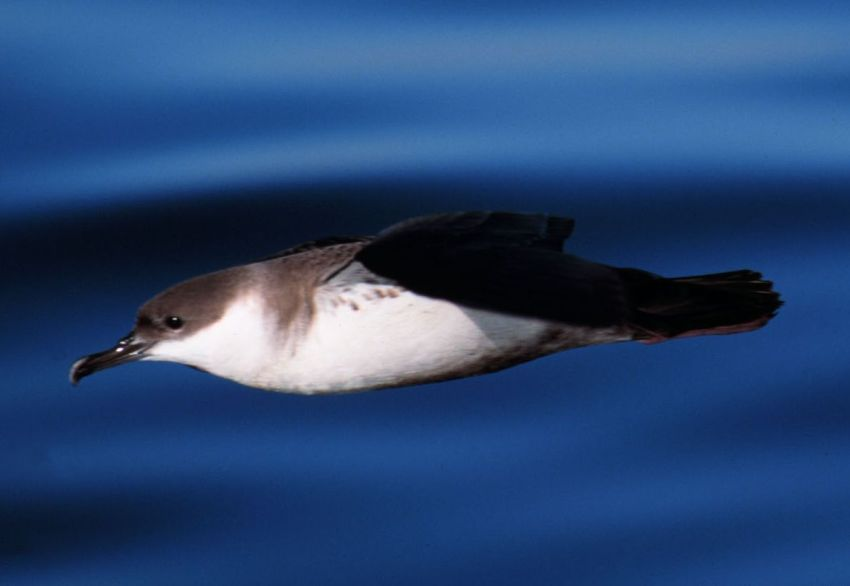
کبوتر دریایی بزرگs belong to the "Neonectris" group of their سرده

- (Sub)Genus Ardenna ("Neonectris" group) - larger species, a distinct lineage
  - Puffinus creatopus, کبوتر دریایی پاصورتی
  - Puffinus carneipes, کبوتر دریایی پاگوشتی
  - Puffinus gravis, کبوتر دریایی بزرگ
  - Puffinus griseus, کبوتر دریایی دودی
  - Puffinus tenuirostris, کبوتر دریایی دم‌کوتاه
  - Puffinus pacificus, کبوتر دریایی دم‌باریک
  - Puffinus bulleri, کبوتر دریایی بولر
- مرغ‌های باران تیره
  - Puffinus macgillivrayi, مرغ باران فیجی
  - Puffinus rostrata, مرغ باران تاهیتی
  - Puffinus becki, مرغ باران بک
  - Puffinus aterrima, مرغ باران ماسکارین
  - †Puffinus rupinarus, مرغ باران سنت هلنا (انقراض)
- مرغ باران کرگولن
  - Lugensa brevirostris, مرغ باران کرگولن

مرغ باران خرمگسیs
- مرغ باران خرمگسی
  - Pterodroma baraui, مرغ باران باراو
  - Pterodroma arminjoniana, مرغ باران ترینیداد
    - Pterodroma (arminjoniana) heraldica, مرغ باران هرالد

  - Pterodroma externa, مرغ باران خوان فرناندز
  - Pterodroma neglecta, مرغ باران کردمادک
  - Pterodroma phaeopygia, مرغ باران گالاپاگوس
  - Pterodroma sandwichensis, مرغ توفان بزرگ‌بال هاوایی
  - Pterodroma atrata, مرغ باران هندرسون
  - Pterodroma alba, مرغ باران فینیکس
  - Pterodroma feae, مرغ باران فی
  - Pterodroma madeira, مرغ باران زینو or Madeira Petrel
  - Pterodroma mollis, مرغ باران نرم‌پر
  - Pterodroma cahow, مرغ باران برمودا
  - Pterodroma hasitata, مرغ باران کلاه‌سیاه
  - †Pterodroma caribbaea, مرغ باران جامائیکا (probably انقراض)
  - Pterodroma incerta, مرغ باران اطلس
  - Pterodroma lessonii, مرغ باران سرسفید
  - Pterodroma magentae, مرغ باران سرخابی
  - Pterodroma macroptera, مرغ باران بزرگ‌بال
  - Pterodroma solandri, مرغ باران ایزدی
  - Pterodroma ultima, مرغ باران مورفی
  - Pterodroma inexpectata, مرغ باران لکه‌دارمرغ باران بونین،  a small مرغ باران خرمگسی

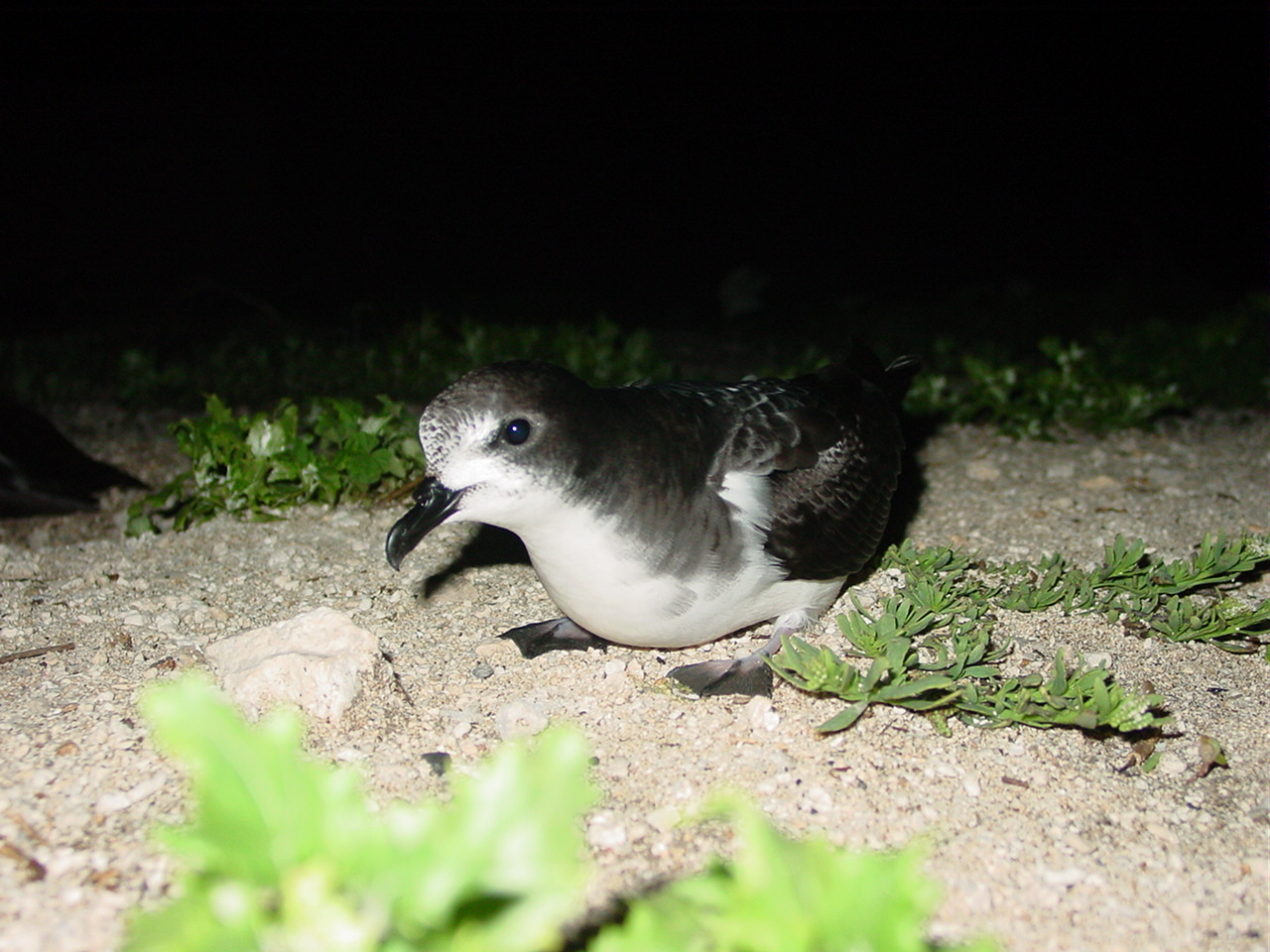
مرغ باران بونین، a small مرغ باران خرمگسی

  - Pterodroma pycrofti, مرغ باران پایکرافت
  - Pterodroma longirostris, مرغ باران استاینگر
  - Pterodroma brevipes, مرغ باران طوقی
  - Pterodroma leucoptera, مرغ باران گولد
  - †Pterodroma cf. leucoptera, Mangareva Petrel (possibly انقراض)
  - Pterodroma cookii, مرغ باران کوک
  - Pterodroma defilippiana, مرغ باران دفیلیپی
  - Pterodroma hypoleuca, مرغ باران بونین
  - Pterodroma cervicalis, کبوتر دریایی گردن‌سفید
  - Pterodroma occulta, مرغ باران وانوآتو
  - Pterodroma nigripennis, مرغ باران بال‌سیاه
  - Pterodroma axillaris, مرغ باران چتهم

An undescribed prehistorically extinct species was found on جزیره ایستر. For other non-Recent extinctions, see the genus accounts.